# Will Kemp
William Kemp (ur. 29 czerwca 1977 w Hertfordshire w Anglii) – brytyjski aktor i tancerz.

## Kariera
W wieku 17 lat uczył się w Royal Ballet School i został przyjęty do zespołu tanecznego Adventures in Motion Pictures (AMP). Otrzymał główną rolę Łabędzia w Jeziorze łabędzi i od 1997 do 2000 występował zarówno w Londynie, jak i na Broadwayu. W 2002 tańczył do „Stuff Like That” w reklamie Petera Lindbergha w kampanii Gap „For Every Generation”, a w 2004 pojawił się u boku Sarah Jessiki Parker w dwóch spotach reklamowych - „Color” i „Shine” dla kampanii Gap „How Do You Share It”. W 2007 zagrał konia Nugget w kontrowersyjnej sztuce Equus z Danielem Radcliffe i Richardem Griffithsem.

## Życie prywatne
31 grudnia 2002 ożenił się z Gaby Jamieson, z którą ma córkę Thalie (ur. 2005) i syna Indigo.

## Filmografia

### Filmy
- 2001: The Car Man (TV) jako Angelo
- 2004: Łowcy umysłów (Mindhunters) jako Rafe Perry
- 2004: Van Helsing jako Velkan Valerious
- 2005: Bracia syjamscy (Brothers of the Head) jako celebryta
- 2006: Pinokio (Pinocchio, TV) jako Stromboli
- 2007: Miguel i William (Miguel y William) jako William Shakespeare
- 2008: Step Up 2 (Step Up 2: The Streets) jako Blake Collins
- 2011: Christopher And His Kind (TV) jako Bobby Gilbert
- 2013: Moneta (The Coin, film krótkometrażowy) jako Ben
- 2013: Powtórne święta Kristin (Kristin’s Christmas Past, TV) jako Jamie
- 2015: Król Skorpion 4: Utracony tron (The Scorpion King 4: Quest for Power) jako Drazen
- 2016: The Midnight Man jako Grady

### Seriale TV
- 2008: Nowe triki (New Tricks) jako Wonkers
- 2011: Nikita jako Nigel
- 2012: 90210 jako Mitchell Nash
- 2006: Nastoletnia Maria Stuart (Reign) jako Henryk Stuart
- 2017: Doom Patrol jako Steve Dayton / Mento
- 2020: Spinning Out jako Mitch Saunders